# Miltos Manetas
Miltos Manetas (griechisch Μίλτος Μανέτας, * 6. Oktober 1964 in Athen) ist ein internationaler Maler, Video- und Netzkünstler.

## Leben
Der in Griechenland geborene Manetas zog 1984 nach Italien und lebte seit 1996 in New York City und Los Angeles. Heute lebt er in London, sieht sich aber nicht zuletzt durch seine im Internet präsentierte Kunst als internationaler Künstler im weltweiten Netz.

## Themen und Arbeiten
Als Maler interessiert Manetas die Interaktion zwischen Menschen und Unterhaltungselektronik wie Playstation und Computer. Die Spielfiguren Super Mario oder Lara Croft sind Themen seiner kleinen YouTube-Videofilme. Seit 2000 kreierte er seine Netzkunst unter dem Namen Neen (altgriechisch jetzt, zugleich Anagramm von Screen). Es entstanden interaktive Webseiten die u. a. mit dem Action Painting Jackson Pollocks oder den zahllosen Pop-Art-Wiederholungen eines Andy Warhols ironisch spielen. Auch der Konzeptkünstler Joseph Kosuth findet sich hier wieder. In Ausstellungen präsentierte er u. a. nur eine aufgeschriebene Webadresse. Auf einem Workshop zum Existential Computing knüpfte er in London 2007 Kontakt zum Punk-Künstler und Sex Pistols Manager Malcolm McLaren.